# Маруни
Маруни (пол. Maruny, нім. Groß Maraunen) — село в Польщі, у гміні Барчево Ольштинського повіту Вармінсько-Мазурського воєводства.
Населення — 342 особи (2011).
У 1975-1998 роках село належало до Ольштинського воєводства.

## Демографія
Демографічна структура станом на 31 березня 2011 року:
|          | Загалом | Допрацездатний вік | Працездатний вік | Постпрацездатний вік |
| -------- | ------- | ------------------ | ---------------- | -------------------- |
| Чоловіки | 171     | 49                 | 112              | 10                   |
| Жінки    | 171     | 51                 | 107              | 13                   |
| Разом    | 342     | 100                | 219              | 23                   |